# 路遥
路遥（ろよう、1949年12月3日 - 1992年11月17日）は、中華人民共和国の小説家。習近平の知識青年時代の友人の1人である。本名は王衛国。

## 略歴
1949年12月3日、陝西省清澗県王家堡村の農家に生まれた。7歳の時、家が困難であったため、養子として延川県郭家溝村の伯父のところに出た。延川県立中学卒業後、文化大革命の最中、1969年に故郷に帰って農業に従事した。当時延川県梁家河大隊に「下放」された習近平と同じ窰洞に住み、友達となった。1973年に延安大学中文系に入学した。卒業後は『陝西文芸』（現在の『延河』雜誌）の編集者となり、1980年に『驚心動魄的一幕』を発表し、第一回全国優秀中編小説賞を受賞した。1982年、『人生』で第二回全国優秀中編小説賞を受賞し、同年に中国作家協会の会員となった。1991年に長編小説『平凡な世界』で第三回茅盾文学賞を受賞した。
1992年11月17日、肝硬変による腹水のため死去。42歳没。家族にも同じく肝硬変による腹水のため病死した人が多い。

## 作品
- 『車過南京橋』、1970年、詩歌
- 『蟠龍壩』、1970年、歌劇
- 『灯』、1972年、詩歌
- 『当年八路延安来』、1972年、詩歌
- 『走進劉家峡』、1972年、詩歌
- 『電焊工』、1972年、詩歌
- 『第九支隊』、1972年、歌劇
- 『樺樹皮書包』、1972年、詩歌
- 『歌児伴着車輪飛』、1973年、詩歌
- 『優勝紅旗』、1973年、短編小説
- 『紅衛兵之歌』、1974年、詩歌
- 『老漢一輩子愛唱歌』、1974年、詩歌
- 『銀花燦燦』、1974年、散文
- 『灯光閃閃』、1975年、散文
- 『不凍的土地』、1975年、散文
- 『呉堡行』、1976年、散文
- 『父子倆』、1976年、短編小説
- 『難忘的24小時——追憶周総理1973年在延安』、1977年、散文
- 『不会作詩的人』、1978年、短編小説
- 『在新生活面前』、1979年、短編小説
- 『夏』、1979年、短編小説
- 『今日毛烏素』、1979年、詩歌
- 『驚心動魄的一幕』、1980年、短編小説
- 『匆匆過客』、1980年、短編小説
- 『青松与小紅花』、1980年、短編小説
- 『売猪』、1980年、短編小説
- 『病危中的柳青』、1980年、短編小説
- 『姐姐』、1981年、短編小説
- 『月下』、1981年、短編小説
- 『風雪臘梅』、1981年、短編小説
- 『人生』、1982年、中編小説
- 『在困難的日子裏』、1982年、中編小説
- 『痛苦』、1982年、短編小説
- 『黄葉在秋風中飄落』、1983年、中編小説
- 『柳青的遺産』、1983年、随筆
- 『当代紀事』、1983年、中短編小説集
- 『你怎麼也想不到』、1984年、中編小説
- 『我和五叔的六次相遇』、1984年、中編小説
- 『生活詠嘆調』、1984年、短編小説
- 『一生中最高興的一天』、1985年、短編小説
- 『路遙小説選』、1985年、中短編小説集
- 『姐姐的愛情』、1985年、中短編小説集
- 『注重感情的積累』、1985年、随筆
- 『平凡的世界（第一部）』、1986年、長編小説
- 『平凡的世界（第二部）』、1988年、長編小説
- 『平凡的世界（第三部）』、1989年、長編小説
- 『早晨従中午開始』、1991年、随筆
- 『杜鵬程：燃焼的烈火』、1992年、散文
- 『少年的夢』、1992年、散文

## 受賞歴
- 短編小説『風雪臘梅』 - 1981年『鴨緑江』作品賞
- 中編小説『驚心動魄的一幕』 - 1979年 - 1981年度『当代』文学栄誉賞
- 1981年5月 - 『文芸報』中編小説賞二等賞、第一回全国優秀中編小説賞
- 中編小説『在困難的日子裏』 - 1982年度『当代』文学中長編小説賞
- 中編小説『人生』 - 1983年第二回全国優秀中編小説賞
- 1984年、陝西省文芸創作開拓賞一等賞
- 長編小説『平凡な世界』、1991年度第三回茅盾文学賞

## 日本語訳
- 『平凡な世界』 全三冊（平凡的世界）、三友陽子・國久健太訳、グローバル科学文化出版、2024年

## 派生作品
- 映画『人生』、呉天明監督。
- 1990年のテレビドラマ『平凡的世界』、潘欣欣監督。
- 2015年のテレビドラマ『平凡的世界』、毛衛寧監督。